# Мещанов, Павел Самсонович
Павел Самсонович Мещанов (1900—1983) — начальник 4-го Управления и член Коллегии МГБ СССР, генерал-майор (1945).

## Биография
Родился в деревне Новополье Саратовской губернии в русской семье крестьянина-середняка. В 1913 окончил 3 класса школы в селе Ново-Захаркино Петровского уезда, с марта 1916 работал рассыльным, регистратором почтово-телеграфной конторы в Петровске, с марта 1919 — регистратором почтово-телеграфной конторы в Вольске. Член РКП(б) с октября 1919. В РККА с декабря 1919, заведующий отделением полевой почты 4-й армии РККА (Уральский, Западный, Южный фронты). После демобилизации в январе 1923 вернулся в Петровск, где работал бухгалтером почтово-телеграфной конторы, с апреля 1924 — председатель уездного правления связи, с сентября 1925 — пропагандист уездного комитета ВКП(б), с мая 1926 — заведующий учётно-распределительным отделом уездного комитета ВКП(б).
В органах госбезопасности с ноября 1927. Долгое время работал в органах ГПУ-НКВД Поволжья как помощник районного уполномоченного ГПУ в Петровске, с марта 1930 уполномоченный окружного отдела ГПУ в Аткарске, с сентября 1930 старший уполномоченный Полномочного представительства (ПП) ОГПУ по Нижневолжскому краю, с июля 1932 начальник отделения ПП ОГПУ в Сталинграде, с февраля 1933 начальник отделения Серафимовичского районного отдела ГПУ, с июня 1934 начальник отделения ГПУ-НКВД в слободе Владимировка Сталинградского края, с февраля 1935 начальник отделения окружного отдела НКВД в Астрахани, в июле 1938 — январе 1939 временно исполняющий должность начальника 9-го отдела УГБ УНКВД по Сталинградской области.
В 1939—1941 заместитель начальника, с 1941 начальник Управления НКВД по Сталинградской области. В 1941—1942 заместитель начальника Управления НКВД по Сталинградской области по оперативной работе. В 1942 заместитель начальника Войск НКВД по охране тыла Ленинградского фронта. В 1943 заместитель начальника Управления НКВД по Ставропольскому краю. В 1944—1948 начальник Управления НКГБ—МГБ по Ставропольскому краю. В 1948—1951 начальник Управления МГБ по Новосибирской области. В 1951—1953 начальник 4-го управления МГБ СССР. В 1953—1954 начальник Управления МВД по Смоленской области. В 1954—1956 начальник Управления КГБ по Смоленской области. С марта 1956 в запасе по болезни. На пенсии проживал в Москве, скончался в сентябре 1983.

## Звания
- лейтенант ГБ (22 марта 1936);
- старший лейтенант ГБ (15 июля 1938);
- капитан ГБ (27 марта 1939);
- подполковник ГБ (11 февраля 1943);
- полковник ГБ (27 июля 1943);
- комиссар ГБ (19 ноября 1943);
- генерал-майор (9 июля 1945).

## Награды
- орден Ленина (24 ноября 1950);
- 4 ордена Красного Знамени (20 сентября 1943, 25 октября 1943, 4 декабря 1945, 29 октября 1948);
- орден Кутузова II степени (8 марта 1944);
- 2 ордена Красной Звезды (3 ноября 1944);
- нагрудные знаки «Почётный работник ВЧК-ГПУ (XV)» (9 мая 1938), «50 лет пребывания в КПСС» (16 февраля 1982);
- 11 медалей.